# Paula Andrea Betancur
Paula Andrea Betancourt Arroyave (Medellín Antioquia, 1 de junio de 1972) es una ex-reina de belleza, empresaria y modelo colombiana. Paula Andrea representó al departamento de Amazonas en el Concurso Nacional de Belleza 1992 y fue elegida Señorita Colombia 1992. Al año siguiente representó a Colombia en Miss Universo 1993 realizado en México, desde el inicio del certamen fue una de las favoritas junto a Milka Chulina (Miss Venezuela) a la corona universal, en el certamen consiguió el puntaje más alto en traje de gala de ese año, obtuvo el lugar de Virreina Universal 1993-1994, perdiendo contra la puertorriqueña Dayanara Torres. En Miss Universo 1992, Paola Turbay había quedado también en segundo lugar, y luego en Miss Universo 1994, Carolina Gómez logró nuevamente el virreinato. En 2008, Taliana Vargas, se convirtió en la cuarta Virreina Universal colombiana, seguida por Ariadna Gutiérrez en 2015 y Laura González en el 2017.

## Biografía
Tiene ascendencia italiana por parte de su familia paterna, después de su reinado, se dedicó a las pasarelas como modelo de grandes marcas como Gianni Versace. Fue portada de la revista italiana Gioia. Participó en el Desafío 20-04, del cual resultó ganadora y para el 2015, vuelve a participar de nuevo en el reality Desafío 2015, en esta vez en India. Debutó como actriz en la comedia Two Much, protagonizada por Antonio Banderas y Melanie Griffith y dirigida por el español Fernando Trueba. Hizo parte de empresas de modelaje colombianas como Klass Models y también firmó con L'Agence en Estados Unidos.
Paula Andrea incursionó en la vida de empresaria al montar un restaurante de ensaladas y comidas rápidas, pero más adelante lanzó una línea de vestidos de baño. Además, tiene una línea de belleza compuesta por aceites humectantes e hidratantes para la piel (Paula Andrea Secrets). Sus más reciente trabajo como modelo fue para la revista Donjuán. Estuvo en el grupo de aspirantes para protagonizar la telenovela Verano en Venecia del canal RCN, pero finalmente fue escogida otra actriz.
Estuvo casada con Juan Carlos Villegas, de quien se divorció en 2008. Tuvieron tres hijos: Mateo, Salomé y Simón. Anteriormente residía en Medellín, ahora reside en Bogotá. En el 2019 y a sus 47 años, nació su cuarta hija llamada Fátima, fruto de su matrimonio con Luis Miguel Zabaleta Jiménez.

## Filmografía

### Televisión
| Año  | Título               | Personaje  | Notas             |
| ---- | -------------------- | ---------- | ----------------- |
| 1999 | Yo soy Betty, la fea | Ella misma | Invitada Especial |

### Reality Shows
| Año  | Título                                | Rol          | Resultado    |
| ---- | ------------------------------------- | ------------ | ------------ |
| 2015 | Desafío 2015: India, la reencarnación | Participante | Quinto lugar |
| 2004 | Desafío 2004: La aventura             | Participante | Ganadora     |